# Macrochaetus longipes
Macrochaetus longipes är en hjuldjursart som beskrevs av Myers 1934. Macrochaetus longipes ingår i släktet Macrochaetus och familjen Trichotriidae. Inga underarter finns listade i Catalogue of Life.